# Andora na Zimowych Igrzyskach Olimpijskich 1988
Andorę na Zimowych Igrzyskach Olimpijskich 1988 reprezentowało 4 zawodników. Był to czwarty start Andory na zimowych igrzyskach olimpijskich.

## Reprezentanci

### Narciarstwo alpejskie

#### Mężczyźni
- supergigant :

- - Gerard Escoda (38 m.)
  - Nahum Orobitg (nie ukończył)

- gigant slalom :

- - Gerard Escoda (nie ukończył)

- slalom :

- - Gerard Escoda (nie ukończył)

#### Kobiety
- supergigant :

- - Claudina Rossel (38 m.)
  - Sandra Grau (40 m.)

- gigant slalom :

- - Claudina Rossel (26 m.)
  - Sandra Grau (nie ukończyła)

- slalom :

- - Sandra Grau (23 m.)